# 徳島県道174号見能林停車場線
徳島県道174号見能林停車場線（とくしまけんどう174ごう みのばやしていしゃじょうせん）は、徳島県阿南市を通る一般県道である。

## 概要
JR四国牟岐線 見能林駅前から阿南市見能林町西石仏に至る。

### 路線データ
- 始点：阿南市見能林町志んじやく（JR四国牟岐線 見能林駅前）
- 終点：阿南市見能林町見能林町西石仏（徳島県道130号大林津乃峰線交点、徳島県道193号中林港線終点）
- 距離：0.107 km[1]

## 歴史
- 1959年（昭和34年）1月31日 - 徳島県道58号見能林停車場線として認定（それまでの見能林停車場見能方線を変更）
- 1972年（昭和47年）3月10日 - 現在の174号で再認定。

## 地理

### 通過する自治体
- 徳島県
  - 阿南市

### 交差する道路
| 交差する道路                                    | 交差する場所   | 交差する場所 |
| ----------------------------------------------- | -------------- | ------------ |
| 徳島県道130号大林津乃峰線 徳島県道193号中林港線 | 見能林町西石仏 | 終点         |

### 沿線
- JR四国牟岐線 見能林駅